# Hanna Sheehy-Skeffington
Johanna "Hanna" Mary Sheehy-Skeffington, född Sheehy 24 maj 1877 Kanturk, Cork, död 20 april 1946 i Dublin, var en irländsk lärare och feminist.
Sheehy deltog 1901 i grundandet av Irish Association of Women Graduates. Hon grundade 1908, tillsammans med Constance Markiewicz, Irish Women's Franchise League, i vilken hon blev ordförande 1913. År 1912 hölls hon fängslad i två månader och miste sin lärartjänst på grund av politisk verksamhet. Hon deltog i många demonstrationer för kvinnlig rösträtt i både London och Dublin. År 1916 blev hennes make vittne till att brittiska soldater sköt en obeväpnad pojke. Maken blev därefter själv arresterad och avrättad utan rättegång. Efter detta inriktade hon sig nästan helt på irländsk nationalism; hon reste till USA för att samla in pengar till stöd för Irländska republikanska armén (IRA) och deltog i lokalpolitiken i Dublin.
Hennes namn är ett av de 63 namnen som är ingraverat i plinten av Millicent Fawcett-statyn på Parliament Square, vid Westminsterpalatset.